# Darrell Sweet
Darrell Antony Sweet (16. května 1947, Bournemouth, Dorset, Anglie – 30. dubna 1999, New Albany, Indiana, USA) byl bubeník skotské hard rockové skupiny Nazareth a její spoluzakládající člen.
Zemřel na infarkt v roce 1999, během koncertního turné k albu Boogaloo. Skupina přijela do amfiteatru ve městě New Albany v Indianě a když se 51letému Sweetovi udělalo špatně, byl převezen do Floyd Memorial Hospital v New Albany, kdy během cesty dostal těžký infakrt.
Po Sweetovi zůstala vdova Marion a syn s dcerou. Ve skupině Nazareth jej nahradil syn Pete Agnewa, Lee Agnew.